# Islote Keelung
Islote Keelung (en chino: 基隆嶼; chino simplificado: 基隆屿; Wade–Giles: Kēelόng Yǔ) es una pequeña isla situada a 3,35 kilómetros (2,08 millas) al noreste de la costa norte de Keelung, Taiwán y a 4,9 km (3,0 millas) de distancia desde el puerto de Keelung. Tiene una superficie de 23,91 hectáreas (59,08 acres). Se trata de una isla de 910 m (2.986 pies) de longitud y 410 m (1.345 pies) de ancho, incluido el puerto artificial, el punto más alto alcanza los 182 m (597 pies) sobre el nivel del mar.
En los tiempos antiguos, la isla fue vista como un lugar sagrado por los lugareños. Se rumoreaba que un fantasma femenino llamado Shih-Yun vivía allí, llorando por su esposo, que murió en un naufragio cientos de años atrás.
En los tiempos modernos, el islote se utiliza principalmente como una base de entrenamiento militar. Desde el año 2001, se ha abierto para los turistas.